# Gräfenhain
Gräfenhain är en ortsteil i kommunen Ohrdruf i Landkreis Gotha i förbundslandet Thüringen i Tyskland. Gräfenhain var en kommun fram till 1 januari 2019 när den uppgick i Ohrdruf. Kommunen Gräfenhain hade 1 387 invånare 2018.